# Zetod
 Zetod  — фолк-гурт із Сетумаа, створений у серпні 2003 року у Вярсці під керівництвом Кріст'яна Прікса. Складається з п'яти учасників, що належать до народності сету.

## Учасники
- Ялмар Вабарна – гітара, гармошка, кабаца, спів
- Яанус Віскар – бас-гітара, спів
- Артур Ліннус – акордеон, спів
- Матіс Лейма – скрипка, гармошка, спів
- Мартін Кютт – барабани

## Дискографія

### Студійні альбоми
- "Lätsi vällä kaema" (2005)
- "Lätsi tarrõ tagasi" (2008)
- "Lätsi sanna" (2010)[2]
- "Lätsi kõrtsu" (2013)

### Синґли
- "Merekosilased" (2009)[3]
- "Kats sõsar kargasõ" (2009)
- "Lätsi kõrtsu" (2012)
- "Petseri palaminõ" (2015)